# Global Express Xrs
De Global Express Xrs is een long-range tweemotorige turbofan privéjet gebouwd door Bombardier Aerospace. Afhankelijk van de cabine-indeling is het geschikt voor 8-19 passagiers plus 3 bemanningsleden.

## Beschrijving

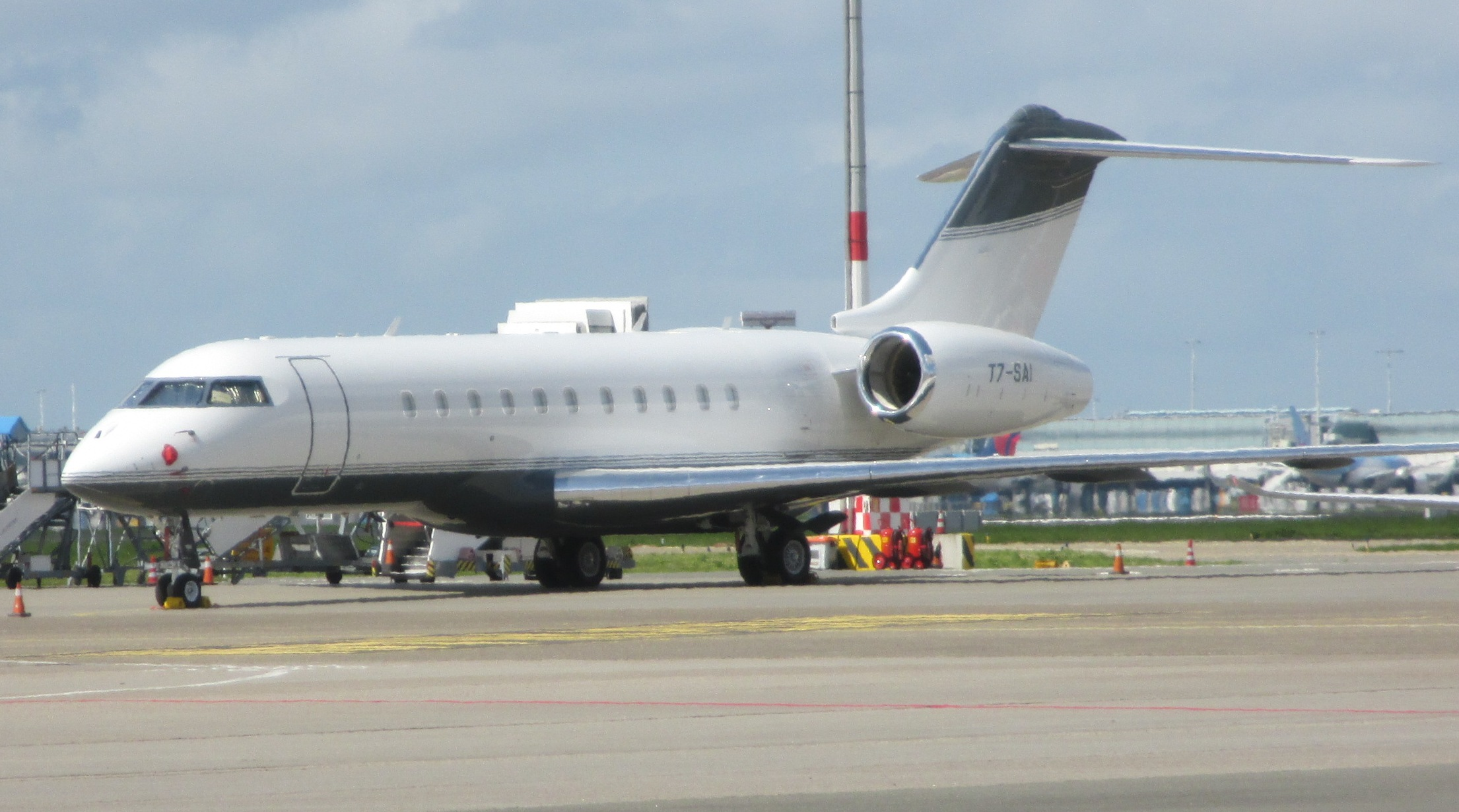
Bombardier Global 5000 - Schiphol Oost, april 2023

De Xrs is een verbeterde versie van de Global Express 5000. Het vliegtuig werd in 2006 in gebruik genomen. Het kan hogere snelheden behalen, verder vliegen en heeft een luxueuzer interieur. De brandstoftank is vergroot, waardoor het vliegbereik is toegenomen tot 12.500 km. De benodigde startbaanlengte bedraagt 1.974 meter. Het toestel is sneller te vullen met brandstof dankzij een geavanceerde boordcomputer. De productiekosten bedragen US$45 miljoen.

## Gebruikers
Bekende mensen die het toestel als privéjet bezitten.

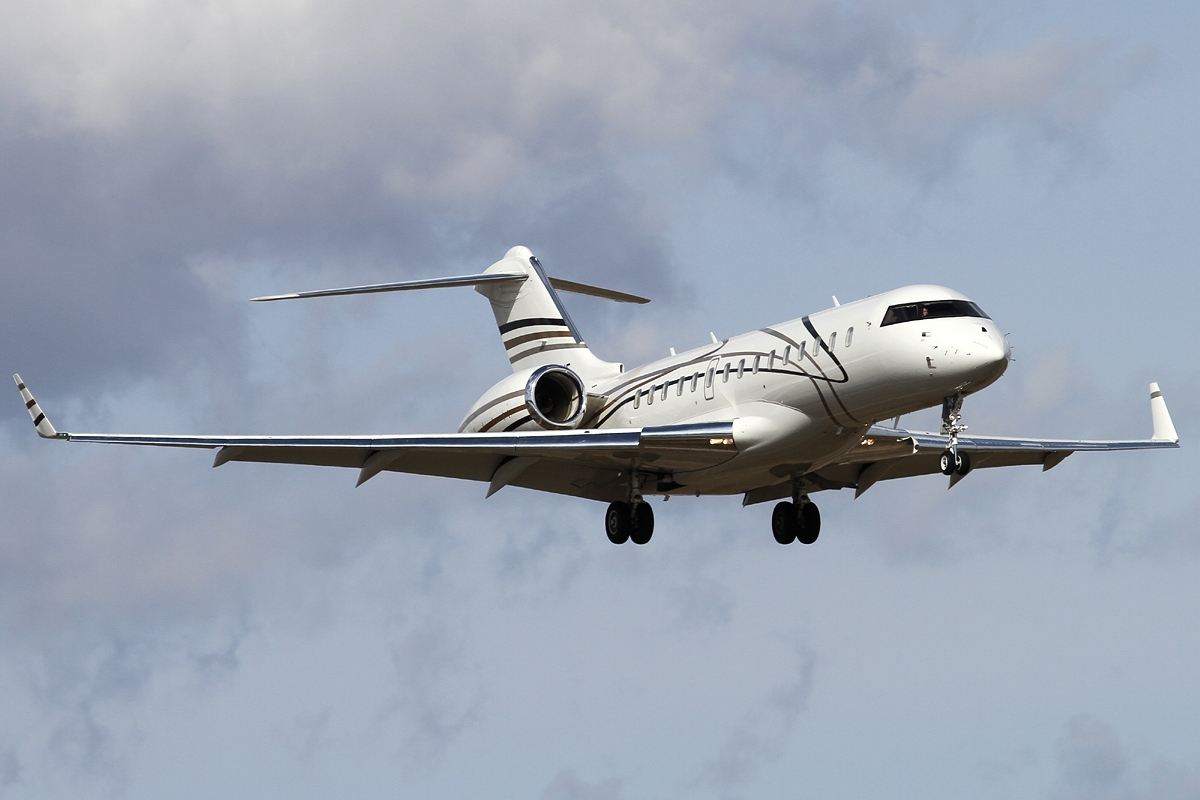
Bombardier Global Express Xrs

- Céline Dion
- Bill Gates
- Aga Khan IV
- Guy Laliberte
- Richard Pratt
- Mark Shuttleworth
- Steven Spielberg
- Graeme Hart

- Jim Jannard
- Mukesh Ambani
- Anil Ambani
- Lakshmi Mittal
- Paul Allen
- Haim Saban
- Oprah Winfrey
- Daniel Snyder

## Varianten
Global 5000Model uit 2002 geschikt voor 13 passagiers en met een bereik van 9.630 km. Maximale nuttige lading: 3.238 kg. Benodigde startbaanlengte: 1.689 m.
Global 5500G5000 variant voor 16 passagiers en met een bereik van 10.556 km.
Global 6000Model uit 2012 voor 13 passagiers en met een bereik van 11.112 km. Maximale nuttige lading: 2.617 kg. Benodigde startbaanlengte: 1.942 m.
Global 6500G6000-variant voor 17 passagiers en een bereik van 12.223 km.
Global 7500Ultra long range-model uit 2016 voor maximaal 19 passagiers met een bereik van 14.260 km. Motoren: 2x General Electric Passport.
Global 8000G7500-variant met een bereik van 14.800 km.

## Vergelijkbare vliegtuigen
- Gulfstream V
- Dassault Falcon 7X